# Ritlandkrater

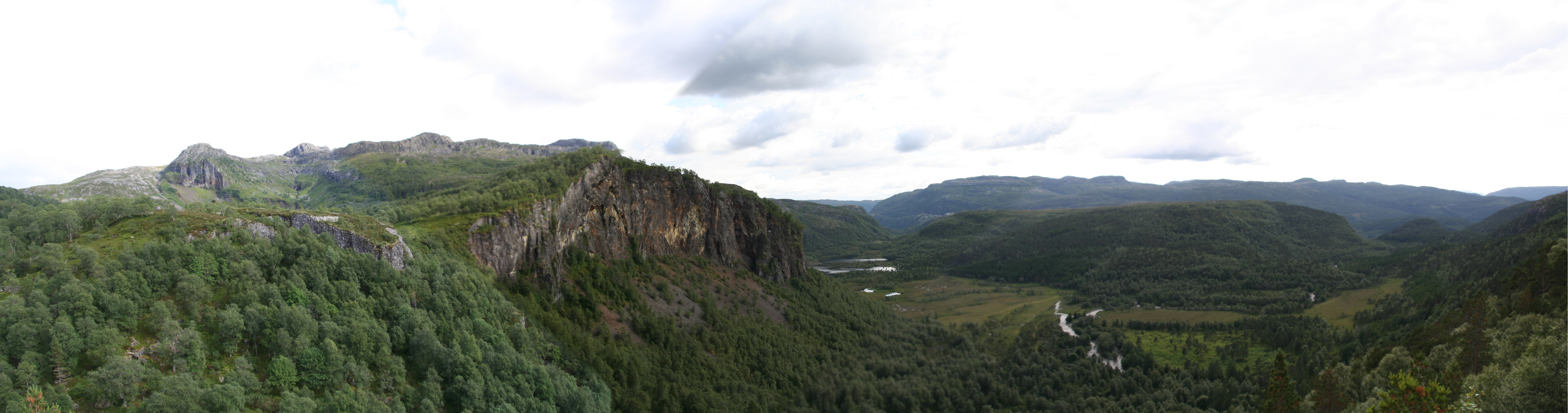
Der Krater

Der Ritland-Krater ist ein Einschlagkrater bei der Farm Ritland in der Kommune Hjelmeland in der Provinz Rogaland in Norwegen. Der Krater befindet sich etwa 15 km östlich des Dorfes Hjelmelandsvågen und ungefähr 8 km südlich von Jøsenfjorden. Der Durchmesser der Einschlagstruktur beträgt etwa 2 km. Entstanden ist der Krater durch den Einschlag eines Meteoriten mit einem geschätzten Durchmesser von 100 m vor etwa 500–600 Millionen Jahren. Er ist von Sedimenten überdeckt.